# Franquet-Epaulettenflughund

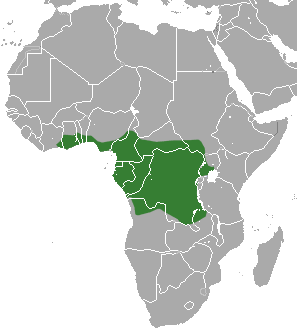
Verbreitungsgebiet des Franquet-Epaulettenflughundes

Der Franquet-Epaulettenflughund (Epomops franqueti) ist ein in West- und Zentralafrika verbreitetes Fledertier in der Familie der Flughunde. Das Typusexemplar stammt aus Gabun.

## Merkmale
Dieser schwanzlose Flughund erreicht eine Länge von 110 bis 150 mm und ein Gewicht von 72 bis 178 g, wobei Männchen deutlich größer als Weibchen sind. Die Länge der Unterarme liegt bei 88 bis 103 mm und die Ohren sind 19 bis 25 mm lang. Kennzeichnend sind, wie bei allen Epaulettenflughunden, die taschenartigen Auswüchse an den Schultern der Männchen, die mit weißen Haaren bedeckt sind. Zusätzlich besitzen Männchen eine breitere Schnauze als Weibchen und gefaltete obere Lippen. Dieser Flughund hat graubraunes Fell und dunkelbraune Flughäute. Am Ansatz der Ohren ist jeweils ein weißer Fleck vorhanden. Der Franquet-Epaulettenflughund hat acht querliegende Wülste auf dem Gaumen, von denen die ersten drei durchgängig und die hinteren fünf unterbrochen sind. Die Zahnformel lautet I 1/2, C 1/1, P 2/3, M 1/2, was 26 Zähne im Gebiss ergibt. Bei zwei Museumsexemplaren befindet sich im Oberkiefer ein zusätzlicher Schneidezahn pro Seite.

## Verbreitung
Das Verbreitungsgebiet reicht von der Elfenbeinküste bis nach Südsudan und Uganda sowie südlich bis in den Norden von Angola und Sambia. Die Exemplare leben im Flachland und erreichen tiefere Lagen von Bergregionen. Als Habitat dienen feuchte Wälder und Landschaften, in denen Baumgruppen und Grasflächen ein Mosaik bilden. Der Franquet-Epaulettenflughund meidet städtische Gebiete.

## Lebensweise
Im westlichen Teil des Verbreitungsgebiets ruhen kleinere Gruppen zusammen im Astwerk der Bäume, oft in der Nähe von Wasserstellen. Die Exemplare ernähren sich von Früchten einheimischer und eingeführter Pflanzen, unter anderem vom Katappenbaum, vom Avocado-Baum, von der Echten Guave, vom Pokastrauch sowie von Vertretern der Gattungen Mangos, Annona, Brotfruchtbäume und Feigen. In Angola konnte im September ein Jungtier registriert werden.

## Gefährdung
Gebietsweise wirken sich Landschaftsveränderungen negativ aus. Vereinzelt werden Exemplare als mögliche Krankheitsüberträger bekämpft. Die IUCN listet den Franquet-Epaulettenflughund als nicht gefährdet (least concern) aufgrund einer stabilen Gesamtpopulation.